# 黑白莫比乌斯 岁月的代价
《黑白莫比乌斯 岁月的代价》是由Aquaplus开发的角色扮演游戏（RPG）。该游戏是为纪念《传颂之物》系列发售20周年而开发的作品，于2022年11月在PlayStation、PlayStation 5，以及Windows平台发售。
该游戏的故事发生于《传颂之物》之后，《传颂之物 虚伪的假面》之前，讲述青年时代的奥修特尔与修娘一同寻找失散的父亲的故事。除修娘是本作新登场的角色外，其他主角大都是本传《传颂之物 虚伪的假面》、《传颂之物 二人的白皇》中的角色。

## 游戏系统
《黑白莫比乌斯 岁月的代价》与《传颂之物》系列正作的三部作品较为不同之处在于，该游戏并未采用文字冒险（ADV）穿插战斗的模式讲述故事，而是完全把游戏做成了日式RPG，玩家通过操纵角色在3D地图上移动前往任务地点逐步推动故事前进。该游戏的战斗模式也由《传颂之物》系列正作的策略战棋变为回合制战斗。

## 开发历史
2019年，担任AquaplusCOO一职的下川直哉在采访中透露，Aquaplus正在开发几部传颂之物系列的新作品，《黑白莫比乌斯 岁月的代价》即包括在其中。2021年11月，该游戏正式定名。后来，因为受到2019冠状病毒病疫情等因素影响，该游戏的发售曾数度推迟，最后于2022年11月方才发售。
该游戏的片头动画由Aquaplus委托具长期合作关系的WHITE FOX制作，片头曲仍由为《传颂之物》系列演唱片头曲、片尾曲的Saura演唱。游戏配乐则是由为《传颂之物》系列配乐的衣笠道雄、松冈纯也担任。

## 反响
遊戲發行首周其PlayStation 4和PlayStation 5版本分别卖出了9,066份、4,950份，登上日本《Fami通》銷售榜第4名、第11名的位置。
《Fami通》給予本作PlayStation 4版32/40，4位編輯都打了8分，他們認為故事獨特且迷人，越到後面越對其感興趣。游戏网站Siliconera的评论认为这是一部主要面向《传颂之物》系列的粉丝的作品。其他一些意见认为，游戏的剧情可圈可点，但在游戏性上有些不尽人意。